# فيليب هياسي
فيليب هياسي (بالألمانية: Philip Heise) (20 يونيو 1991 بدوسلدورف في ألمانيا - ) هو لاعب كرة قدم ألماني في مركز الدفاع. لعب مع فورتونا دوسلدورف ونادي شتوتغارت ونادي هايدنهايم وفي إف بي شتوتغارت الثاني ونادي بروسيا مونستر.

## وصلات خارجية
- فيليب هياسي على موقع قاعدة بيانات كرة القدم.إي يو (الإنجليزية)
- فيليب هياسي على موقع بيانات كرة القدم. دي إي (الألمانية)
- فيليب هياسي على موقع Soccerway.com (الإنجليزية)
- فيليب هياسي على موقع عالم كرة القدم.نت (الإنجليزية)
- فيليب هياسي على موقع AS.com (الإسبانية)